# Смолин, Иннокентий Семёнович
Инноке́нтий Семёнович Смо́лин (1 [13] января 1884, Якутск — 23 марта 1973, Папеэте, Заморские владения Франции) — русский военачальник, участник русско-японской, Первой мировой и Гражданской войн, генерал-майор (1919, Русская армия), генерал-лейтенант (1920, Дальневосточная армия, впоследствии отказался), видный деятель белого движения в Сибири и на Дальнем Востоке.

## Биография
Иннокентий Семёнович Муттерперль (иногда пишут Иннокентий Константинович Муттерпер) родился 1 (13) января 1884 года в мещанской семье в городе Якутске Якутского округа Якутской области, ныне город — административный центр городского округа «город Якутск» и Республики Саха (Якутия). По национальности караим.

### Офицер
В 1905 году окончил Иркутское военное училище по 2-му разряду. 22 апреля (5 мая)  1905 года Выпущен из портупей-юнкеров подпоручиком в 11-й пехотный Сибирский Семипалатинский полк. Участник русско-японской войны, в боях не был. С 24 апреля (7 мая)  1906 года полк переведён из города Семипалатинска в город Курган. Поручик с 20 ноября (3 декабря)  1909 года (старшинство с 22 апреля (5 мая)  1909 года), за выслугу лет. 1 (14) сентября 1910 года 11-й пехотный Сибирский резервный Семипалатинский полк и 12-й пехотный Сибирский резервный Барнаульский полк соединены в 44-й Сибирский стрелковый полк. Штабс-капитан с 25 декабря 1913 года (7 января 1914 года) (старшинство с 22 апреля (5 мая)  1913 года), за выслугу лет.
21 мая (3 июня)  1914 года переведён командиром 6-й роты в 4-й Финляндский стрелковый полк (22-й армейский корпус), в составе полка участвовал в Первой мировой войне.
25 августа (7 сентября)  1914 года штабс-капитан 4-го Финляндского стрелкового полка Иннокентий Семенович Муттерперль был ранен и контужен под г. Бяла (ныне город Бяла-Писка, Варминьско-Мазурское воеводство, Республика Польша) и направлен в Минский госпиталь.
С 28 января (10 февраля)  1915 года штабс-капитан Муттерперль участвовал в битве под Козево (ныне Львовская область, Украина), будучи начальником важного участка позиции неоднократно штыками выбивал немцев, врывавшихся в наши окопы и сохранил за собой вверенный ему участок, был награждён Георгиевским оружием. Был контужен 1 (14) февраля 1915 года и 11 (24) апреля 1915 года.
С 6 (19) апреля 1915 года — командир 2-го батальона 4-го Финляндского стрелкового полка. С 16 (29) апреля 1915 года — полковой адъютант. Капитан с 9 (22) сентября 1915 года (старшинство с 27 января (9 февраля)  1915 года), за отличия в делах. Подполковник с 9 (22) марта 1916 года (старшинство с 19 июля (1 августа)  1915 года). С декабря 1916 года — начальник хозяйственной части полка. С марта 1917 года временный командир полка. С апреля 1917 года — помощник командира, затем командир 3-го Финляндского стрелкового полка (22-й армейский корпус). 19—29 августа 1917 года был командирован в Ставку Верховного главнокомандующего на совещание в качестве представителя от командного состава 7-й армии. Уволен из армии с 20 ноября 1917 года.

### Командир белого партизанского отряда
Проживал близ города Туринска Тобольской губернии у родственников. В начале 1918 года возглавил подпольную офицерскую организацию в Туринске. Затем, преследуемый большевиками, скрывался в окрестностях города, в июне 1918 перешёл линию фронта, вышел в расположение белых войск и добрался до Кургана, а затем до Омска, где предложил полковнику Павлу Павловичу Иванову-Ринову создать отряд особого назначения для выполнения задач оперативного характера по ликвидации Советской власти в Сибири.
24 июня 1918 года был сформирован отряд Смолина (35 чехов и 44 русских, из них 16 человек конных под начальством ротмистра Михаила Михайловича Манжетного). Состав русских был следующим: 25 офицеров, 4 вольноопределяющихся, 6 солдат из местных крестьян и 9 человек учащейся курганской молодежи. Отряд входил во 2-й Степной Сибирский стрелковый полк (командир штабс-капитан Дмитрий Николаевич Панков). 25 июня 1918 года отряд Смолина выступил из Кургана и вечером 26 июня 1918 года без боя занял село Исетское. Затем, в ночь на 30 июня 1918 года захватил Ертарский стеклянный завод, где арестовал совдеп, а в ночь на 1 июля 1918 года — станцию Тугулым (железнодорожная линия Екатеринбург — Тюмень), куда вызвали и захватили бронепоезд красных. Затем отряд перешёл на линию железной дороги Тюмень — Омск, где соединился с 1-й Степной Сибирской стрелковой дивизией (командир полковник Григорий Афанасьевич Вержбицкий) 2-го Степного Сибирского корпуса (командир полковник Павел Павлович Иванов-Ринов) Сибирской армии. Отряд Смолина был усилен 3-м Степным Сибирским стрелковым полком (до 190 штыков, командир капитан Борис Григорьевич Вержболович), двумя взводами 2-го Сибирского казачьего полка (60 сабель) и одним орудием. 16 июля 1918 года отряд после тяжёлого боя взял станцию Подъём. С 18 июля  1918 года — полковник. В ночь на 19 июля года атаковал село Червишево (Сводная кавалерийская сотня ротмистра Манжетного (70 человек) должна пересечь тракт к северу от Червишева, прервав связь его с городом Тюменью и селом Богандинским, и атаковать с севера; 3-й Степной Сибирский стрелковый полк, атаковать с юго-востока, отряд Смолина — с запада). Отряд Смолина сыграл важную роль во взятии 20 июля 1918 года города Тюмени войсками генерала Григория Афанасьевича Вержбицкого. После взятия города полковник Смолин командовал парадом войск белых повстанцев, казаков и чехословаков.

Белый офицер Борис Борисович Филимонов вспоминал об обстоятельствах создания отряда Смолина в составе корпуса генерала П. П. Иванова-Ринова: 

Когда в штаб корпуса … явился неизвестно откуда прибывший некий подполковник Смолин и предложил свои услуги по сформированию партизанского отряда, то в штабе никому и в голову не пришла мысль проверить как следует, действительно ли он является тем самым лицом, за кого себя выдаёт… Спохватились об этом только недели через две, когда в руках подполковника Смолина уже был партизанский отряд. Штаб корпуса тогда страшно всполошился и забил тревогу. Дело в том, что кто-то не то шутя, не то серьезно заявил в штабе корпуса, что Смолин фактически состоит на службе у большевиков и провоцирует Иванова-Ринова. И вот полетели из Омска в Курган телеграммы, секретные предписания, поехали агенты контрразведки для немедленного и точного выяснения местоположения отряда Смолина и задержания его. Но тут пришли донесения в штаб корпуса об успешных действиях отряда подполковника Смолина в глубоком тылу красных, кои внесли успокоение, доставили радость белому командованию, а для некоторых лиц, надо полагать, и порядочный конфуз.

### Генерал белой армии
Отряд И. С. Смолина был переименован в 3-й Степной полк, а затем вошёл в состав 15-го Курганского Сибирского стрелкового полка. 31 июля 1918 года Смолин принял командование 15-м Курганским Сибирским стрелковым полком у подполковника Черкасова и в мае 1919 года передал полк подполковнику Б.Г. Вержболовичу. Полк входил в состав 4-й Сибирской стрелковой дивизии (командиры полковник Михаил Николаевич Фукин, затем генерал-майор Григорий Афанасьевич Вержбицкий).
28 сентября 1918 во главе 15-го Курганского Сибирского стрелкового полка первым вступил в Алапаевск. Организовал следствие по выяснению обстоятельств казни членов дома Романовых в ночь на 18 июля 1918. Хранил в своем штабе документы следствия, затем передал их в штаб начальника 7-й Уральской дивизии генерала В. В. Голицына (тот позднее направил их в комиссию по расследованию обстоятельств гибели царской семьи и её родственников на Урале).
3 января 1919 года создана Русская армия Верховного правителя России адмирала А. В. Колчака. С 21 декабря 1918 года по 20 марта 1920 года Смолин — командир 4-й Сибирской стрелковой дивизии, входившей в состав 3-го Степного Сибирского армейского корпуса (командир генерал-майор Г. А. Вержбицкий, затем сам И. С. Смолин)
С мая 1919 года по 12 октября 1919 года — командир 3-го Степного Сибирского армейского корпуса в составе Южной группы войск генерал-лейтенанта Г. А. Вержбицкого. С 16 марта 1919 года И. С. Смолин — генерал-майор.
12 октября 1919 года 3-й Степной Сибирский армейский корпус преобразован в Южную группу 2-й армии (командир армии генерал-майор С. Н. Войцеховский). В ноябре 1919 года Южная группа вместе с Тобольской группой объединена в общую колонну под командованием генерал-лейтенанта Г. А. Вержбицкого.
27 января — 22 февраля 1920 года — командующий Южной группой войск. Участник Великого Сибирского ледяного похода, командовал группой войск 4-й Сибирской стрелковой дивизии, которая численностью более 1800 бойцов пришла 4 марта 1920 года в Читу.
В войсках Российской Восточной окраины атамана Г. М. Семёнова — командир 2-й Омской стрелковой бригады (дивизии) с апреля по август 1920 года. В апреле 1920 года атаманом Г. М. Семёновым присвоено звание генерал-лейтенант (поскольку это звание было присвоено атаманом Г. М. Семёновым, И. С. Смолин позднее от него отказался). С 23 августа 1920 года — командир 2-го Сибирского корпуса Дальневосточной армии. После поражения и разгрома Дальневосточной (Белой) армии 20 ноября 1920 в Забайкалье через Маньчжурию, Китай, по КВЖД с остатками 2-го стрелкового корпуса перешел в Приморье, где принял командование прежним 2-м стрелковым корпусом в Белоповстанческой армии (Приамурского Временного правительства Меркулова).
В 1921 был начальником гарнизона города Никольск-Уссурийский.
С августа 1922 — командир Сибирской Рати (прежние части 2-го корпуса, 1450 штыков и сабель) Земской Рати.

### Жизнь в эмиграции
С 1922 жил в эмиграции. По сведениям на 1925 год, жил в Циндао, владел гастрономическим магазином, затем служил сторожем на фабрике и жокеем на ипподроме. С 1932 года жил в Шанхае. Служил в Международном сберегательном обществе, работал домоуправом, по некоторым данным, и жокеем. 
В 1939 уехал в Соединённые Штаты Америки, где у него родился сын Борис Смолин. Затем переехал на остров Таити, где служил главным бухгалтером в банке города Папеэте. Пользовался уважением как прекрасный специалист и надежнейший человек безукоризненной репутации. Член Общества ветеранов Первой мировой войны. В последние годы писал мемуары.

Советский учёный-географ Глеб Борисович Удинцев вспоминал о встрече с генералом Смолиным в 1961 на Таити и своём вопросе, не тянет ли его на Родину. В ответ Смолин сказал: 

Тянет, конечно, но слишком уж много тяжёлых воспоминаний связано с гибелью адмирала и всей нашей армии, так что лучше не пробуждать их возвратом на ту ставшую злой для нас землю. Правда, признаюсь, что хотелось бы хоть на минутку побывать на могиле моей жены. Она была сестрой милосердия, умерла от сыпного тифа и похоронена в Николаевске-Уссурийском, теперь это Ворошилов-Уссурийский. Да видно, уже не удастся.

(В тексте воспоминаний неточно передано название города Никольска-Уссурийского, ныне Уссурийска)
Иннокентий Семёнович Смолин умер 23 февраля 1973 года в городе Папеэте коммуны Папеэте Наветренных островов Французской Полинезии.

## Награды
- Орден Святого Георгия IV степени, 16 марта 1919 года
- Орден Святого Владимира III степени, 21 мая 1919 года
- Орден Святого Владимира IV степени с мечами и бантом, 26 июня (9 июля)  1915 года[8]
- Орден Святой Анны II степени с мечами, 19 февраля (4 марта)  1915 года[9] и 15 (28) апреля 1916 года[10]
- Орден Святого Станислава II степени с мечами, 8 (21) февраля 1915 года[11] и 27 марта (9 апреля)  1916 года[12]
- Орден Святой Анны III степени, 1909 год
- Орден Святого Станислава III степени, 1905 год
  - Мечи и бант к ордену Святого Станислава III степени, 22 мая (4 июня)  1916 года[13]
- Орден Святой Анны IV степени с надписью «За храбрость», 14 (27) декабря 1916 года[14]
- Георгиевское оружие,18 апреля (1 мая)  1915 года[15][16] и 10 (23) ноября 1915 года[17]
- Знак отличия Военного ордена «За Великий Сибирский поход», 30 августа 1920 года
- Высочайшее благоволение, 1916 год
- Французский Военный крест (Croix de Guerre) с пальмовой ветвью, объявлено приказом начальника штаба Верховного главнокомандующего от 5 сентября 1919 года.

## Чины
- Генерал-лейтенант — апрель 1920 года
- Генерал-майор — 16 марта 1919 года
- Полковник — 18 июля 1918 года
- Подполковник — 9 (22) марта 1916 года, старшинство с 19 июля (1 августа)  1915 года
- Капитан — 9 (22) сентября 1915 года, старшинство с 27 января (9 февраля)  1915 года, за отличия в делах.
- Штабс-капитан — 25 декабря 1913 года (7 января 1914 года), старшинство с22 апреля (5 мая)  1913 года
- Поручик — 20 ноября (3 декабря)  1909 года, старшинство с 22 апреля (5 мая)  1909 года, за выслугу лет
- Подпоручик — 22 апреля (5 мая)  1905 года, за выслугу лет

## Семья
- Первая жена была сестрой милосердия, умерла от сыпного тифа и похоронена в Николаевске-Уссурийском.
- От второй жены сын Борис Смолин, родился в США. В середине 1960-х годов он репатриировался в Израиль. Его внук Авигдор Смолин, был офицером бронетанковой бригады «Барак» израильской армии. Погиб в 1982 году во время Ливанской войны[18]. По данным газеты «Вести» от 7.11.2006 года у генерала армии Колчака  проживают в Израиле около 20 внуков и правнуков.

## Сочинения
- Алапаепская трагедия; убийство русских Великих князей большевиками (рукопись)
- Русский генерал И. С. Смолин на Таити (письмо). — Новое русское слово. — 1940. — 14 сентября.